# Fröagölen (Gryteryds socken, Småland)
Fröagölen är en sjö i Gislaveds kommun i Småland och ingår i Nissans huvudavrinningsområde.